# Scopula annexata
Scopula annexata är en fjärilsart som beskrevs av Louis Beethoven Prout 1938. Scopula annexata ingår i släktet Scopula och familjen mätare. Inga underarter finns listade.